# Mosambicarca mosambicana
Mosambicarca mosambicana is een tweekleppigensoort uit de familie van de Arcidae. De wetenschappelijke naam van de soort is voor het eerst geldig gepubliceerd in 1856 door Bianconi.